# José Ortega y Espinós
José Ortega y Espinós (Valls, 1815-Valls, 1876) fue un latinista, pedagogo, escritor e historiador español.

## Biografía
Nacido en la localidad tarraconense de  Valls
 el 4 de septiembre de 1815, fue catedrático de humanidades en los institutos de Tarragona y Barcelona; este último, actual Instituto Balmes, lo dirigió desde 1871 hasta su fallecimiento en 1875; en su primer año, pidió la integración de las enseñanzas de Náutica en el centro. Publicó obras de enseñanza del latín y el castellano, la novela La dama de las conspiraciones (1861) y el ensayo sobre el bandolerismo en Cataluña Historia de las escuadras de Cataluña (1859, 1876), traducido al catalán (1920-21). Hay edición moderna (1968) Falleció en Valls el 24 de abril de 1876.

## Obras
- Historia de las escuadras de Cataluña: su origen, sus proezas, sus vicisitudes, intercalada con la vida y hechos de los más célebres ladrones y bandoleros; introducción de Demetrio Albert Leal,... / Barcelona: Editorial Frontis, 1968.
- Manual de clásicos latinos y castellanos: para uso de las aulas de latinidad y humanidades del Reino. Barcelona: Impr. de Tomás Gorchs, 1855, 1867.
- La dama de las conspiraciones, 1861.
- El porvenir de los Borbones en España, 1861.